# Споменик палим борцима за ослобођење Бањице
44° 45′ 40″ С; 20° 28′ 28″ И / 44.76111° С; 20.47442° И
Споменик палим борцима за ослобођење Бањице налази се на територији општине Вождовац. Споменик је подигнут у знак сећања на борце погинуле током операције ослобођења Бањице у Другом светском рату. Бањица је ослобођена 14. октобра 1944. године.

## Локација
Споменик се налази на у Црнотравској улици, у непосредној близини раскрснице са улицом Бахтијара Вагабзаде и преко пута Спортског центра Бањица. Подигнут је у оквиру стамбеног комплекса Солитери.

## Историја
Јединице Народноослободилачке војске Југославије и Црвене армије, које су узеле учешће у Београдској операцији, сусреле су се 12. октобра у селу Ђуринци, поред Сопота. У току ноћи, 13. октобра, батаљони Прве пролетерске бригаде и Четрнаесте мотострељачке бригаде Црвене армије разбиле су немачке трупе, заузеле цело подручје Авале и ујутру, 14. октобра, избиле на периферију града. Тиме је ликвидирано последње и најјаче немачко упориште спољне одбране Београда, а истовремено је онемогућено немачкој групацији која се повлачила из Источне Србије да се споји са снагама у граду. Ујутру, 14. октобра, у Јајинцима, совјетска и југословенска команда разрадиле су план за непосредни напад на Београд. Током 14. октобра ослобођени су Раковица, Кошутњак, Бањица и Дедиње, а у току ноћи су кренули преко Аутокоманде ка Славији.